# Radiance (fragrância)
Radiance é a fragrancia femenina por Britney Spears para Elizabeth Arden. Este é a nona fragrância de Britney, que chegou às lojas em setembro de 2010.
A fragrância é dito ser delicada e feminina. A mistura de espumante de frutas exóticas e florais suaves. Foi dito que a fragrância é um musk luz semelhante a fragrância Spears outros, Curious.

## Informação
O blog, que disponibilizou as informações sobre a fragrância, disse que "as notas de topo da nova fragrância são frutos silvestres e macio, pétalas orvalhadas. Muito feminina, a fragrância também é repleta de tuberosa, jasmim, flor de laranjeira e íris. Os aromas delicados vêm para formar um aroma inesquecível e totalmente irresistível. A fragrância já fez aparições nos videoclipes Hold It Against Me e Criminal.